# Sucker: The Vampire
Sucker: The Vampire è un film del 1998, diretto da Hans Rodionoff, prodotto dalla Troma.

## Trama
Anthony è un vampiro, leader del gruppo musicale Plasma, che cerca le sue vittime tra le numerose groupies che lo seguono nei suoi concerti. Il suo assistente, Reed, un necrofilo che ama farsi fotografare insieme ai cadaveri delle ragazze e che lavora in un ospedale, si occupa di occultare i corpi.
Sulle tracce di Anthony vi è Vanessa Van Helsing, discendente della celebre stirpe di cacciatori di vampiri guidata da Abraham Van Helsing. La ragazza si allena in continuazione e cammina sempre accompagnata da un paletto di frassino. Quando Vanessa penetra nella villa di Anthony i due ingaggiano una feroce lotta, al termine della quale Vanessa viene vampirizzata e il suo corpo viene custodito da Reed.
Anthony inizia a stare male e si accorge che Vanessa aveva nel suo sangue il virus dell'HIV, e che quindi l'uomo ha contratto l'AIDS. Questo fa cadere in uno stato di depressione il vampiro, che inizia inoltre ad avere delle visioni in cui una vampira gli dice che la fine è ormai vicina. Anthony decide quindi di suicidarsi e si lascia bruciare dal sole.

## Collegamenti ad altre pellicole
- Il tema dell'AIDS era già stato affrontato dalla Troma in Troma's War, co-diretto da Lloyd Kaufman e Michael Herz nel 1988.
- In una sequenza, un'infermiera chiede a Reed se ha mai visto un episodio della serie televisiva Baywatch.
- Il film può essere considerato una parodia della serie televisiva Buffy l'ammazzavampiri,[1] e anche lo stile della pellicola evoca quello della serie.[1]